# I-44
I-44 (Interstate 44) — межштатная автомагистраль в Соединённых Штатах Америки длиной 633,79 мили (1019,99 км). Западный конец трассы располагается в городе Уичито-Фолс (штат Техас), восточный — на границе штатов Иллинойс и Миссури. Проходит по территории трёх штатов.
| Штат  | миль | км   |
| ----- | ---- | ---- |
| TX    | 15   | 24   |
| OK    | 329  | 530  |
| MO    | 290  | 467  |
| Всего | 634  | 1021 |

## Основные пересечения
- I-40, Оклахома-Сити
- I-35, Оклахома-Сити
- US 71, Джоплин